# 雙盜壘
雙盜壘（英語：double steal）是一個壘球或是棒球運動中使用的術語。雙盜壘是指當兩個壘包都有跑者時，同時開始盜壘，如此一來捕手在一個時間只能夠阻殺一個跑者。如果捕手遲疑一下就會造成兩名跑者皆盜壘成功。雙重盜壘或三重盜壘（triple steal）時，任一跑者於未達欲進佔之壘以前，或觸壘後滑壘離位，因內野手的傳球而被判出局者，對任何跑壘員不記錄為盜壘。因此雙盜壘有任何一人被阻殺的話，另一人並不記盜壘成功。

## 外部連結
- 雙盜壘在台灣棒球維基館上的頁面（繁體中文）